# Direction générale du Travail (Bénin)
La Direction Générale du Travail en abrégé DGT est une direction du Ministère du Travail et de la Fonction Publique. Legba Mireille Constance épouse Adankon en est l'actuelle directrice générale.

## Composition, attribution, organisation et fonctionnement
La Direction Générale du Travail  est sous la tutelle administrative du ministère du travail et de la fonction publique. Il préside,,:
- Un Comité Consultatif Paritaire de la Fonction publique,
- Un conseil national du travail,
- Une commission nationale Paritaire des conventions et collective des salaiParitaires,
- Une Commission nationale sécurité au travail,
- Une Commission nationale pour l'apprentissage,
- La conférence des gestionnaires de  ressource humaine.

À sa tête se trouve Legba Mireille Constance épouse Adankon. Elle est assistée par Hedokingbe Paul N. au poste de directeur adjoint.

### Mission, Attributions
La Direction Générale du Travail est responsable de l'exécution de la politique gouvernementale concernant le domaine de l'emploi,,.
Dans le cadre de ses responsabilités, elle est chargée de ,:
- Concevoir, mettre en œuvre, suivre et évaluer la politique nationale du travail.
- Élaborer les projets de textes législatifs, réglementaires et conventionnels concernant le travail, la main-d'œuvre et la sécurité sociale, en plus de les promouvoir au niveau international.
- Favoriser la sécurité et la santé au travail pour les employés du secteur public et privé.
- Encourager le dialogue social sur le lieu de travail.
- Promouvoir les relations de travail dans les entreprises publiques et privées;
- Favoriser la sécurité sociale dans tous les secteurs d'activité
- Lutter contre le travail des enfants.
- Collecter et publier, conformément à la réglementation en vigueur, des statistiques sur le travail.

## Siège
La Direction Générale du Travail est à Cotonou précisément à Zongo ex-bâtiment Libercom.